# Democratische Republiek Moldavië
De Democratische Republiek Moldavië (Moldavisch: Republica Democratică Moldovenească, Russisch: Молдавская Демократическая Республика) werd uitgeroepen op 16 december 1917 door de Nationale Raad van Bessarabië, die in september 1917 verkozen werd in nasleep van de Russische Revolutie. Bessarabië, dat een overwegend Roemeense bevolking had, zocht aansluiting bij het naburige Roemenië. President werd Ion Inculeț, die zelf ook van Roemeense etniciteit was.
Op 6 februari 1918 (24 januari volgens de toen geldende Juliaanse kalender) werd de onafhankelijkheid uitgeroepen. In het begin verklaarde de Nationale Raad van Bessarabië (Roemeens: Sfatul Țării) zich een autonoom onderdeel van het Russische Rijk. Echter, na een communistische poging tot machtsovername in Oekraïne verklaarde Bessarabië zich volledig onafhankelijk van Rusland. Op 9 april 1918 stemde de Nationale Raad voor een vereniging met Roemenië (86 stemmen voor, 3 tegen en 36 onthoudingen), op voorwaarde dat Bessarabië ook binnen Roemenië autonomie mocht blijven houden. Van deze autonomie zou niet veel terechtkomen, en in 1939 werd Bessarabië opnieuw bij de Sovjet-Unie gevoegd als een socialistische Moldavische republiek.